# 1972-es Formula–1 német nagydíj
Az 1972-es Formula–1 világbajnokság nyolcadik futama a német nagydíj volt.

## Futam
| Helyezés | #  | Versenyző            | Csapat/Motor | Futott körök | Idő/Kiesés oka  | Rajthely | Pontszám |
| -------- | -- | -------------------- | ------------ | ------------ | --------------- | -------- | -------- |
| 1        | 4  | Jacky Ickx           | Ferrari      | 14           | 1h42:12,3       | 1        | 9        |
| 2        | 9  | Clay Regazzoni       | Ferrari      | 14           | + 48,3          | 7        | 6        |
| 3        | 10 | Ronnie Peterson      | March-Ford   | 14           | + 1:06,7        | 4        | 4        |
| 4        | 17 | Howden Ganley        | BRM          | 14           | + 2:20,2        | 18       | 3        |
| 5        | 5  | Brian Redman         | McLaren-Ford | 14           | + 2:35,7        | 19       | 2        |
| 6        | 11 | Graham Hill          | Brabham-Ford | 14           | + 2:59,6        | 15       | 1        |
| 7        | 26 | Wilson Fittipaldi    | Brabham-Ford | 14           | + 3:00,1        | 21       |          |
| 8        | 28 | Mike Beuttler        | March-Ford   | 14           | + 5:10,7        | 27       |          |
| 9        | 6  | Jean-Pierre Beltoise | BRM          | 14           | + 5:20,2        | 13       |          |
| 10       | 7  | François Cevert      | Tyrrell-Ford | 14           | + 5:43,7        | 5        |          |
| 11       | 1  | Jackie Stewart       | Tyrrell-Ford | 13           | Ütközés         | 2        |          |
| 12       | 19 | Arturo Merzario      | Ferrari      | 13           | + 1 kör         | 22       |          |
| 13       | 16 | Andrea de Adamich    | Surtees-Ford | 13           | + 1 kör         | 20       |          |
| 14       | 15 | Tim Schenken         | Surtees-Ford | 13           | + 1 kör         | 12       |          |
| 15       | 8  | Chris Amon           | Matra        | 13           | + 1 kör         | 8        |          |
| HN       | 21 | Carlos Pace          | March-Ford   | 11           | Helyezés nélkül | 11       |          |
| Kiesett  | 2  | Emerson Fittipaldi   | Lotus-Ford   | 10           | Váltó           | 3        |          |
| Kiesett  | 20 | Henri Pescarolo      | March-Ford   | 10           | Baleset         | 9        |          |
| Kiesett  | 3  | Denny Hulme          | McLaren-Ford | 8            | Motorhiba       | 10       |          |
| Kiesett  | 14 | Mike Hailwood        | Surtees-Ford | 8            | Felfüggesztés   | 16       |          |
| Kiesett  | 12 | Carlos Reutemann     | Brabham-Ford | 6            | Differenciálmű  | 6        |          |
| Kiesett  | 22 | Rolf Stommelen       | March-Ford   | 6            | Elektronika     | 14       |          |
| Kiesett  | 25 | Dave Walker          | Lotus-Ford   | 6            | Olajszivárgás   | 23       |          |
| Kiesett  | 23 | Niki Lauda           | March-Ford   | 4            | Olajszivárgás   | 24       |          |
| Kiesett  | 27 | Derek Bell           | Tecno        | 4            | Motorhiba       | 25       |          |
| Kiesett  | 29 | Dave Charlton        | Lotus-Ford   | 4            | Fizikai hiba    | 26       |          |
| Kiesett  | 18 | Reine Wisell         | BRM          | 3            | Motorhiba       | 17       |          |

## Statisztikák
Vezető helyen:
- Jacky Ickx: 14 (1-14)

Jacky Ickx 8. győzelme, 13. pole-pozíciója, 13. leggyorsabb köre. 4. mesterhármasa (gy, pp, lk)
- Ferrari 49. győzelme.